# Колоннезе, Франческо
Франческо Колоннезе (итал. Francesco Colonnese; родился 10 августа 1971 года) — итальянский футболист, выступающий на позиции защитника.

## Клубная карьера
Франческо начал свою карьеру в клубе «Потенца», где играл с 1989 по 1991 год; прежде чем переехать сначала в «Джарре», а затем в «Кремонезе», где он сыграл 66 матчей. В сезоне 1994/95 годов Колоннезе был куплен «Ромой», которой требовалось  укрепить оборону. Однако, его переход не оправдал ожидания главного тренера Карло Маццоне, и сыграл всего 5 игр. В 1995 году Франческо отправился в аренду в «Наполи», сроком на 2 года, а затем и перешел в «Интернационале» в сезоне 1997/98. С «нераддзури» защитник выиграл Кубок УЕФА, обыграв «Лацио» в Париже в 1998 году. С 2000 по 2004 год он играл за римский «Лацио», впоследствии, действующими чемпионами Серии А. После 4 лет на «Олимпико» он покинул клуб, чтобы закончить карьеру в «Сиене» (2004-2006).